# HKUD Vladimir Nazor, Sombor
Hrvatsko kulturno-umjetničko društvo «Vladimir Nazor» je kulturno-umjetničko društvo vojvođanskih Hrvata iz Sombora.

## Povijest
Utemeljeno je 6. prosinca 1936. godine pod imenom Miroljub. Prvo čelništvo činili su Za Antun Matarić bać-Tuna, Franjo Strilić i dr Ladislav Vlašić.
Prvotno je djelovalo u Križarskom domu, a poslije je kupilo i adaptiralo zgradu starog Hrvatskog doma.
Zbog nejasne opredijeljenosti po pitanju hrvatsva u somborskom Bunjevačkom kolu te oportunističkog političkog pristajanja uz vladajuću stranku, nezadovoljnici su napustili to društvo i osnovali svoje, Hrvatsko kulturno društvo Miroljub 6. prosinca 1936. godine. U njemu su se našli svi nezadovoljnici iz Bunjevačkog kola. Bunjevačko kolo, društva koje je dotad bilo okupljalištem svih somborskih Hrvata. 
U Somboru je 1937. organizirano Veliko hrvatsko-bunjevačko prelo, na kojem se pokrenulo akciju 
prikupljanja priloga i pomoći svih hrvatskih društava, da bi HKD Miroljub imao vlastite prostorije u kojima će djelovati. Akcija je uspjela i uskoro je u Somboru je svečano otvoren Hrvatski dom.
Otvorenim priznavanjem hrvatstva Bunjevaca, HKD Miroljub je brzo okupio oko 1200 članova, a za predsjednika je izabran Antun Matarić.
Tijekom drugog svjetskog rada djelovalo je za mađarske okupacije, a onda je 12. svibnja 1944. godine zabranjeno i izbrisano iz registra.
2. lipnja 1945. obnovljen je rad pod imenom Hrvatski prosvjetni Dom u Somboru, s čelništvom u sastavu Stipan Kalčan, Stipan Pašalić,  Stipan Periškić i Ivan S. Bošnjak.
Gradski narodni odbor Sombor odlučio je neka društvo zamijeni staru manju zgradu za veću. Hrvatski prosvjetni dom dobio je veću zgradu koja je bila nefunkcionalna, pa ju je društvo 17 godina obnavljalo do funkcionalnosti. To je bila nekadašnja zgrada pivovare Avala na Vijencu Radomira Putnika br. 26. Prostor se od onda zove Hrvatski dom.
24. travnja 1949. godine promijenili su ime u Hrvatsko kulturno-prosvjetno društvo „Vladimir Nazor. Prosinca 1957. obrisan je atribut "hrvatski" iz imena društva.
24. siječnja 1960. godine društvo je dobilo novo čelništvo: dr Mato Škrabalo, Stipan Pašalić i Antun Matarić ml., Josip Kukuruzar i Stipan Periškić.
1996. godine čelni ljudi društva bili su Alojzije Firanj, Franjo Krajninger, Šima Raič i Boris Pavlov.

### Predsjednici
- Antun Matarić bać-Tuna (1936. – 1944.)
- počasni Antun Skenderović
- Stipan Kalčan (1945. – 1960.)
- Mato Škrabalo (1960. – 1963.)
- Stipan Periškić (1963. do 1968.)
- Antun Matarić ml. (Tunča) (1969. do 1982.)
- Franjo Krajninger (1982. – 1984.)
- Antun Matarić ml. (Tunča) (1984. do 1986.)
- Mata Matarić (1987. do 1990)
- Antun Matarić ml. (Tunča) (1990. do 1996.)
- Alojzije Firanj (1996. do 2002.)
- Šima Raič (2002. – 2010.)
- Mata Matarić (2010.-)

## Glasila
Sekcija za njegovanje kulture i običaja bunjevačkih i šokačkih Hrvata ovog društva ima glasilo, list Miroljub.

## Sekcije
HKUD ima ove sekcije:
- folklorna
- dramska
- pjevačka
- tamburaška - voditelj škole Emil Antunić[2]
- literarna
- likovna
- grnčarska
- športska (stolni tenis, šah i ekipa veslača)
- sekcija za njegovanje kulture, običaja i tradicija bačkih Hrvata – Bunjevaca i Šokaca
- uređivačka redakcija lista Miroljub
- klub ljubitelja biljaka Za sreću veću[3]

## Manifestacije
Ovaj HKUD organizira manifestaciju Veliko bunjevačko-šokačko prelo.
Osim nje, organizira žetvenu svečanost Dužionicu, Likovnu koloniju Colorit, Međunarodnu smotru amaterskog dramskog stvaralaštva Dramske večeri, Divojački vašar, Književne večeri, Godišnji koncert, Božićni koncert i Izložbu božićnih kolača.
Klub ljubitelja biljaka organizira putovanja na sajmove cvijeća i besplatne razmjene biljaka, uskrsnu izložbu i sudjeluje na izložbama.
2004. je godine bio domaćinom Susreta pučkih pjesnika "Lira naiva" koji se je održao u Somboru,
Članovi HKUD-a Vladimir Nazor su sudjelovali na Maratonu lađa u Metkoviću 2010. godine, a pozvani su i za Maraton lađa 2012. godine (momčad Salašari Somborski)

## Priznanja
društvo je kroz svoje delanje formiralo generacije mladih ljudi i uspostavilo brojne veze u zemlji i inozemstvu, čime je pridonijelo uzdizanju ugleda Sombora. Za ovaj rad HKUD je od grada Sombora 1977. godine dobio Listopadsku nagradu.
2010. godine predsjednik RH Ivo Josipović nagradio je ovo društvo Poveljom Republike Hrvatske. Prvi su među kulturnim ustanovama iz Srbije hrvatskog predznaka koji su dobili ovo hrvatsko priznanje.Nagradu je dobio za ustrajni neprekidni rad na planu njegovanja i razvijanja tradicije Hrvata u Somboru i okolici, za osobite zasluge u promicanju međunarodne kulturne suradnje tijekom 75 godina. Inicijativu da se HKUD-u Vladimir Nazor iz Sombora i HKPD-u Matija Gubec iz Tavankuta dodijeli ovo priznanje su pokrenuli Zavod za kulturu vojvođanskih Hrvata i Generalni konzulat RH u Subotici.

## Vanjske poveznice
- HKUD Vladimir Nazor, Sombor
- HKUD „Vladimir Nazor “ Sombor 1936. – 2011. Priređivač Milan Stepanović Urednik Alojzije Firanj Monografija o nastanku, radu i trajanju HKUD "Vladimir Nazor" iz Sombora, objavljena povodom 75 godina postojanja ovog društva
- Zavod za kulturu vojvođanskih Hrvata  Arhivirana inačica izvorne stranice od 6. rujna 2017. (Wayback Machine) Hrvatsko kulturno-umjetničko društvo „Vladimir Nazor“ – Sombor